# Maria Swinarska
Maria Anna Felicja Swinarska (ur. 6 grudnia 1880 w Rogoźnie, zm. 20 marca 1962 w Poznaniu) – polska nauczycielka.

## Życiorys
Maria Swinarska urodziła się w rodzinie powstańca wielkopolskiego Wacława Swinarskiego i Konstancji z domu Łubieńskiej. Jej dziadek był powstańcem styczniowym, a pradziadek powstańcem listopadowym. Była starszą siostrą Konstancji Swinarskiej i ciotką Antoniego Swinarskiego, rektora Uniwersytetu Mikołaja Kopernika w Toruniu.
Swoją edukację rozpoczęła w domu, a później uczyła się w szkole dla dziewcząt Marty Langmayer w Rogoźnie. Następnie we Wrocławiu od 1893 roku uczęszczała do szkoły średniej oraz seminarium nauczycielskiego ss. Urszulanek. Od roku 1900 na wsiach wielkopolskich zatrudniała się na prywatnych posadach nauczycielskich. Zatrudniła się jako nauczycielka w 1908 roku w Poznaniu na pensji u A. Warnke i równocześnie zajmowała się tajnym nauczaniem. Na Uniwersytecie Wrocławskim od 1910 do 1914 roku studiowała neofilologię, które zostały zakończone egzaminem pro facultate docendi, a później w Legnicy i Berlinie pobierała nauki w gimnazjach żeńskich. Pracowała w tajnej organizacji w Poznaniu w 1918 roku, która zajmowała się przygotowywaniem polskiej kadry pedagogicznej, a w grudniu tegoż roku rozpoczęła pracę w szkole żeńskiej im. Ludwiki. Od maja następnego roku w tej pierwszej polskiej żeńskiej szkole średniej objęła stanowisko dyrektorki, a szkoła przyjęła nazwę Uczelnia im. Dąbrówki. Odbyła szereg podróży zagranicznych dla pogłębienia wiedzy pedagogicznej i znajomości języków obcych zwiedzając Wielką Brytanię, Niemcy, Włochy, Szwajcarię, Austrię i Czechosłowację, a w roku 1931 odwiedziła Francję. W sierpniu 1933 roku zwolniono ją z funkcji dyrektorki i zaczęła działać społecznie. W Luboniu i Poznaniu podczas okupacji zajmowała się tajnym nauczaniem. Od 1945 roku jej źródłami utrzymania były korepetycje oraz praca tłumacza, podczas których kontaktowała się z osobami które uczyła.
Zmarła w Poznaniu 20 marca 1962 roku, a pochowana została w grobowcu rodzinnym na cmentarzu w Lubaszu k. Czarnkowa.